# USA:s första kongress
USA:s första kongress, med medlemmar från Senaten och Representanthuset, varade från den 4 mars 1789 till den 4 mars 1791, det vill säga under de två första åren av George Washingtons presidentskap. Först hölls mötena på Federal Hall in New York City och därefter på Congress Hall i Philadelphia.

## Bakgrund
Konfederationsartiklarna ratificerades 1781, fem år efter Andra kontinentalkongressen utropat Förenta staternas oavhängighet från Kungariket Storbritannien. Genom dessa artiklar etablerades USA:s lagstiftande församling. I den konfederala enkammarkongressen hade varje delstat en röst var och vetorätt över de flesta besluten, vilket ledde till en svag centralmakt som varken kunde ta upp skatt, reglera handel eller upprätthålla lagar. Detta ledde till att konvent sammankallades i Philadelphia 1787 där en reviderad grundlag med en tvåkammarkongress föreslogs. Flera mindre delstater förespråkade att alla delstater skulle ha lika många företrädare i kongressen. Tvåkammarsystemet hade fungerat väl i de delstater som tillämpat det. En kompromisslösning antogs där fördelningen av Representanthusets ledamöter skulle motsvara delstaternas folkmängd (gynnade större delstater) och exakt två senatorer valda av delstaternas styrelser (gynnade mindre delstater). Den antagna konstitutionen skapade en federal struktur med två överlappande maktcentra så att varje medborgare som individ löd under både delstatlig och nationell regeringsmakt. För att förhindra maktmissbruk hölls de verkställande, lagstiftande som dömande maktgrenarna med sina egna respektive behörighetsområden åtskilda och kunde granska de andra grenarna i enlighet med maktdelningsprincipen. Dessutom fanns kontrollmekanismer inom den lagstiftande makten eftersom den hade två separata kamrar. Det nya statsskicket togs i bruk 1789.

## Medlemmar i USA:s första kongress

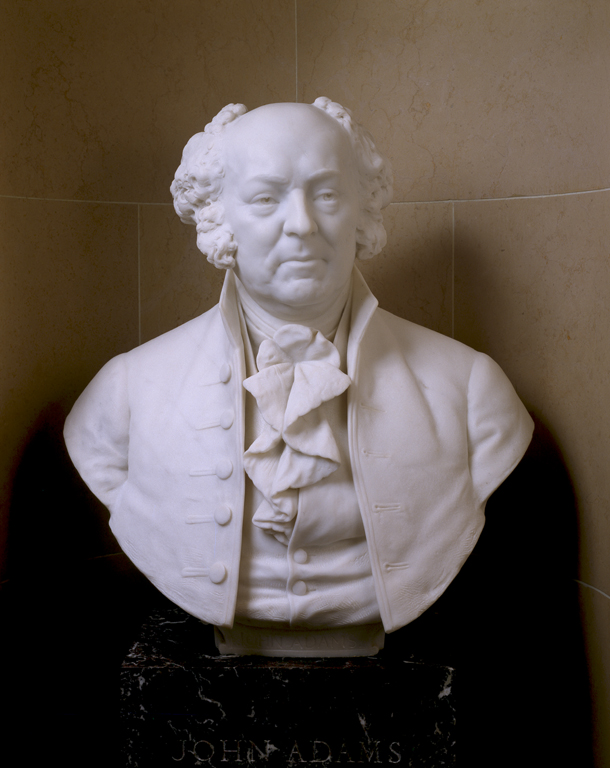
"President of the Senate"
John Adams

### Senaten
Senatorer valdes på två år i taget. 

#### Connecticut
- 1. Oliver Ellsworth (P)
- 3. William S. Johnson (P)

#### Delaware
- 2. Richard Bassett (A)
- 1. George Read (P)

#### Georgia
- 2. William Few (A)
- 3. James Gunn (A)

#### Maryland
- 3. John Henry (P)
- 1. Charles Carroll (P)

#### Massachusetts
- 1. Tristram Dalton (P)
- 2. Caleb Strong (P)

#### New Hampshire
- 3. John Langdon (P)
- 2. Paine Wingate (A)

#### New Jersey
- 1. Jonathan Elmer (P)
- 2. William Paterson (P)
  - Philemon Dickinson (P)

#### New York
- 3. Rufus King (P)
- 1. Philip Schuyler (P)

#### North Carolina
- 3. Benjamin Hawkins (P)
- 2. Samuel Johnston (P)

#### Pennsylvania
- 1. William Maclay (A)
- 3. Robert Morris (P)

#### Rhode Island
- 1. Theodore Foster (P)
- 2. Joseph Stanton Jr. (A)

#### South Carolina
- 2. Pierce Butler (P)
- 3. Ralph Izard (P)

#### Virginia
- 1. William Grayson (A)
  - John Walker (P)
  - James Monroe (A)
- 2. Richard Henry Lee (A)